# 4. ceremonia wręczenia nagród David di Donatello
4. ceremonia wręczenia włoskich nagród filmowych David di Donatello odbyła się 26 lipca 1959 roku w antycznym Teatrze greckim w Taorminie. 

## Laureaci
Laureaci nagród wyróżnieni są wytłuszczeniem.

### Najlepszy reżyser
- Alberto Lattuada - Burza nad stepem (tytuł oryg. La tempesta)

### Najlepszy producent
- Dino De Laurentiis Cinematografica - Burza nad stepem (tytuł oryg. La tempesta )
- Titanus - Maja naga (tytuł oryg. La maja desnuda )

### Najlepsza aktorka
- Anna Magnani - Piekło w mieście (tytuł oryg. Nella città l'inferno)

### Najlepszy aktor zagraniczny
- Jean Gabin - Rekiny finansjery (tytuł oryg. Les Grandes Familles)

### Najlepsza aktorka zagraniczna
- Deborah Kerr - Osobne stoliki (tytuł oryg. Separate Tables)

### Najlepszy film zagraniczny
- Gigi (reż. Vincente Minnelli)

### Nagroda Targa d'oro
- Susan Hayward - Chcę żyć! (tytuł oryg. I Want to Live!)
- Sophia Loren' - Czarna orchidea
- Renato Rascel - Policarpo, ufficiale di scrittura

### Premio internazionale "Olimpo"
- Joan Littlewood